# DRG E 16 sorozat
A DB 116 sorozat, korábbi nevén DRG E 16 sorozat egy német 1'Do1' tengelyelrendezésű, 15 kV, 16,7 Hz AC áramrendszerű villamosmozdony-sorozat volt. A Krauss és a BBC gyártotta két sorozatban: elsőnek 1926 és 1927 között, majd 1932 és 1933 között. Összesen 21 db készült a sorozatból. A DB 1980-ban selejtezte a sorozatot.
A sorozatból összesen négy mozdonyt sikerült megőrizni:
- E 16 03 DB-Museum Koblenz-Lützel
- E 16 07 Lokwelt Freilassing Freilassingban
- E 16 08 Eisenbahnmuseum Darmstadt-Kranichstein
- E 16 09 Bahnpark Augsburg